# Gabrielle Petit (féministe)
Pour les articles homonymes, voir Petit et Gabrielle Petit.

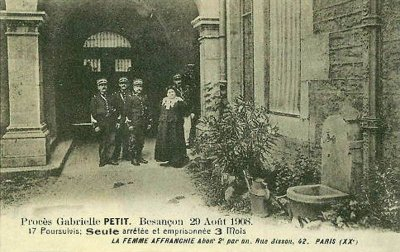
Procès de Gabrielle Petit à Besançon le 29 août 1908.

Gabrielle Petit, née Gabrielle Mathieu le 26 novembre 1860 à Cayrols (Cantal) et morte en 1952, est une militante féministe, anticléricale et socialiste libertaire.
Indépendante de tout parti politique, elle collabore avec des syndicalistes et des militants de la Libre pensée. Elle fonde le journal La Femme affranchie où elle dénonce la prostitution. Dans ses conférences, elle parle de l'émancipation des femmes, du contrôle des naissances, des méfaits du militarisme, du soutien aux grèves ouvrières.

## Biographie
Gabrielle Petit est née dans une famille de meuniers du Cantal. Elle travaille dès l’âge de 8 ans. Elle aide ses parents et garde également les chèvres.
À 14 ans, elle connaît son premier démêlé avec la justice pour avoir jeté des pierres sur la voie du chemin de fer, sur un train en marche. Elle et son amie sont condamnées à une amende. Elle ne va pas à l’école et ainsi qu’elle l’explique lors de son premier procès : « Jusqu’à 20 ans, je n’ai eu d’autre professeur que la nature, les champs, les prés, la forêt pour bibliothèque, le livre de la vie, le plus complet et le plus nouveau car il a une page nouvelle chaque jour ».
Elle émigre aux États-Unis où elle a un fils avant de se séparer du père. Elle ne revient en France qu’à l’âge de 32 ans, où elle élève seule son fils.
En 1897, alors qu’elle est âgée de 37 ans, elle s'engage dans la défense et l’assistance aux femmes et aux enfants.

### La Femme affranchie
Elle rencontre Marguerite Durand, militante féministe fondatrice du journal La Fronde. Gabrielle y fait ses premiers pas dans le journalisme.
En avril 1904, elle fonde La Femme affranchie, « organe du féminisme ouvrier socialiste et libre-penseur ». Elle dirige le journal jusqu'en 1913 puis durant les années 1930.
Elle s’appuie sur le soutien d’un ancien communard, Jean Allemane, déporté en Nouvelle-Calédonie, qui résout avec elle l’épineux problème du financement du journal. Il provient des abonnements, de la vente à la criée et de la vente aux syndicats et militants.
De 1904 à 1907, l’équipe se renforce de nombreuses rédactrices dont Odette Laguerre (pacifiste et féministe, qui fondera la Ligue internationale des mères et éducatrices pour la paix) et Nelly Roussel, issue d’une famille bourgeoise catholique, mais qui rompt à 20 ans avec les valeurs familiales pour se tourner vers la lutte féministe.
Parmi les nombreux thèmes développés, La Femme affranchie consacre quantité d'articles à la dénonciation de la prostitution.
Selon le politologue Francis Dupuis-Déri : « Le journal La femme affranchie, dirigé de 1904 à 1913 par Gabrielle Petit, féministe, antimilitariste et anarchiste, dénonçait la police française et son droit d’interpeler sans mandat les prostituées. Le journal estimait à « dix mille » le nombre de prostituées ou prétendues telles, emprisonnées pour n’avoir « commis d’autres crimes que d’être pauvres ».
En plus de la revue, Gabrielle enchaîne dans toute la France des conférences sur l’exploitation des femmes, notamment avec le néomalthusien Paul Robin.
C’est au cours de l’une d’elles qu’elle rencontre Julia Bertrand, qui l’amène vers les thèses libertaires.
De 1904 à 1910, Gabrielle donne 2 000 conférences dans 58 départements.
Elle voue une véritable admiration à Louise Michel et lui rend hommage lorsque celle-ci disparait en 1905.

### Procès pour antimilitarisme
Le 1er août 1907, elle est arrêtée à Granges, dans les Vosges, et incarcérée. À son procès, le 20 novembre 1907, on lui reproche d’avoir tenu des propos antimilitaristes au cours d’une conférence et d’avoir, dans un train, provoqué des militaires à la désobéissance et au vol des armes. Elle reste en prison jusqu’au 1er février 1908. Devenue une personne « dangereuse », elle est accompagnée dans tous ses déplacements par un commissaire de police ou un gendarme. Mais cela ne l’empêche pas de continuer à sillonner la France pour y donner des conférences, elle en fait parfois trois par jour.
Le 2 août 1908, elle est à nouveau arrêtée tandis qu’elle soutient les grévistes des soieries de Besançon, au prétexte, une fois encore qu’elle fait de la propagande antimilitariste. Le procès a lieu le 29 août. Elle est condamnée à trois mois de prison ferme et libérée le 13 novembre 1908.
Au début de l’année 1913, Gabrielle Petit et Julia Bertrand, sentant monter la menace de la guerre, rédigent un numéro spécial de La Femme affranchie, tandis que la voix des nationalistes se fait de plus en plus véhémente et violente contre les pacifistes, et tout particulièrement contre Jaurès qui est assassiné le 31 juillet 1914.
En 1927, tandis qu’elle séjourne successivement dans les Vosges, le Lot, la Charente, elle est toujours flanquée d’un gardien de la paix et inscrite au Carnet B, depuis le 23 août 1913.
Elle reprend ses conférences en faveur du pacifisme et du droit de vote des femmes, même si, en tant que sympathisante libertaire, elle considère que ce combat a ses limites. Pour elle, « être antivotant n’est pas en contradiction avec la revendication du suffrage féminin. Pour s’abstenir et manifester par ce moyen sa condamnation du comportement des politiciens, faut-il encore avoir le droit de voter ! ».
Au début des années 1930, elle participe à la communauté libertaire L’Intégrale à Puch-d'Agenais, dans le Lot-et-Garonne, animée par le « socialiste anarchisant » Victor Coissac. Malgré son âge avancé, 73 ans, elle s'active beaucoup, surtout à l'imprimerie,.

## Commentaire
Selon sa biographe Madeleine Laude : « Conférencière admirée et reconnue, Gabrielle Petit ne mâchait pas ses mots. Le pouvoir a tenté de la faire taire en l’incarcérant en 1907 à Nancy pour délit d’opinion puis en 1908 à Besançon. Ces deux emprisonnements n‘ont pas réussi à la « mater », comme elle disait. Pas plus que le fait d’être inscrite dans plusieurs départements sur le Carnet B, qui recensait les « personnes dangereuses ». Pendant des dizaines d’années, elle va continuer allègrement à parcourir la France pour soutenir des grévistes, créer des associations  et donner de nombreuses conférences (plus de 2 000 dans 70 départements). L’historien Lucien Febvre, qui l’a connue à Besançon en 1908, s’adresse à elle dans Le Socialiste comtois en ces termes : « Vous, bonne et vaillante citoyenne Petit ». Celle-ci est d’ailleurs, semble-t-il, la seule femme dont il est fait mention dans l’œuvre de cet auteur. »

## Œuvres

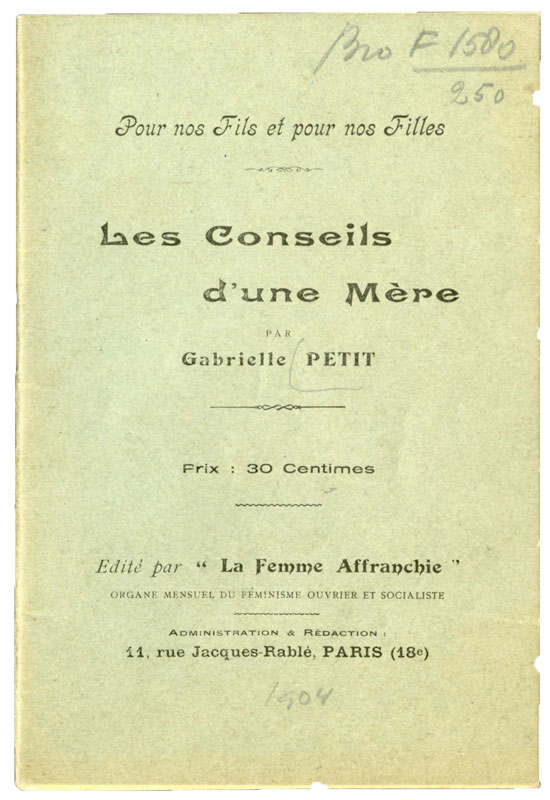
Les Conseils d'une Mère, 1904.

- Les Conseils d'une Mère, La Femme affranchie, 1904, texte intégral.

## Notices
- Notices d'autorité :   - VIAF
  - ISNI
  - BnF (données)
  - IdRef
  - LCCN
  - WorldCat
- Dictionnaire biographique, mouvement ouvrier, mouvement social : notice biographique.
- Christine Bard (dir.), Dictionnaire des féministes : France, XVIIIe – XXIe siècle, Paris, Presses universitaires de France, 2017,  (ISBN 978-2-13-078720-4), [lire en ligne].
- Institut international d'histoire sociale (Amsterdam) : notice biographique.
- René Bianco, 100 ans de presse anarchiste : notice bibliographique.
- Fédération internationale des centres d'études et de documentation libertaires : une carte postale.
- RA.forum : notice.